# 카르쿠르
카르쿠르(아랍어: قرقور, 영어: Qarqur)는 시리아 북부 하마주에 있는 마을로, 하마 시의 북서쪽에 위치해 있다. 오론테스강 동쪽 기슭의 알가브 평원에 위치해 있다. 인근 마을로는 북쪽으로 6km 떨어진 지스르알슈구르, 남쪽으로 7km 떨어진 지야라가 있다.
시리아 중앙통계청 자료에 따르면 2004년 인구총조사 당시 카르쿠르의 인구는 2,356명으로, 알지야라 지구에서 가장 인구가 많은 곳으로 조사됐다.
카르쿠르 동쪽으로 1km 떨어진 지점에는 텔카르쿠르 (Tell Qarqur)라는 고대 유적지가 자리해 있다. 이곳 역시 오론테스강 동쪽 기슭에 자리해 있다.

## 역사

### 고대와 중세
기원전 853년 아시리아 황제 샬 샬마네세르 3세가 카르카르 전투로 아람 마을을 점령하였는데, 여기서 카르카르가 오늘의 카르쿠르 내지는 인근의 텔카르쿠르로 비정된다. 이후 기원전 720년 아시리아 황제 사르곤 2세가 카르카르 시를 불태웠다는 기록이 있다. 1993년 발굴 당시 텔카르쿠르의 조성 연대는 초기 청동기 시대부터 철기 시대에 이르는 것으로 밝혀졌으며 그 사이에는 사람이 살지 않았다고 한다.
서기 4세기 말부터 6세기까지는 동로마 제국의 영토로 편입되었으며 7세기부터 이슬람 제국의 영토가 되었고, 12세기 십자군이 세운 예루살렘 왕국을 거쳐 다시 아이유브 술탄국의 영토가 되기까지 계속해서 사람이 거주했다는 기록이 남아 있다. 현장의 유적지에서는 십자군 시대와, 이슬람 시대의 유물, 맘루크 시대의 도편 유물이 발견되었다. 이후 오론테스강 동쪽 기슭에 오늘날의 카르쿠르 시가 세워져 이슬람의 통치가 계속됐다.

### 근현대
1953년 시리아 정부는 이른바 '가브 건설사업'을 개시하여, 오론테스강의 물을 인근 지역의 여러 마을에 배수하는 공사에 나섰다. 기반시설 조성의 일환으로 1963년~1965년 카르쿠르에 댐이 건설되었다. 카르쿠르댐은 평소에 오론테스강을 막고 있다가 필요시 다른 쪽으로 물을 공급하는 역할을 맡고 있다. 그러나 유수지 자체는 수요에 못 미치는 것으로 알려져 있다.
2002년 인근 지역의 제이준댐 붕괴 사고로 대규모 홍수가 이곳 카르쿠르와 알지라야, 자이준, 카스툰 마을을 덮친 일이 있었다. 이 사고로 수백 채의 가옥이 완파되거나 파손되는 피해를 입었다.
시리아 내전 도중인 2023년 10월 22일 시리아 아랍군 (SAA)의 포격으로 민간인 6명이 사망하는 사건이 있었다.

## 참고 문헌
- Lipinsky, Edward (2000). 《The Aramaeans: Their Ancient History, Culture, Religion》. Peeters Publishers. ISBN 9042908599.
- Stewart, Angus Donal (2001). 《The Armenian Kingdom and the Mamluks: War and Diplomacy During the Reigns of Hetʻum II (1289-1307)》. BRILL. ISBN 9004122923.
- le Strange, Guy (1890). 《Palestine Under the Moslems: A Description of Syria and the Holy Land from A.D. 650 to 1500》. Committee of the Palestine Exploration Fund. 493쪽. Lajjun Guy le Strange.